# Grammosciadium daucoides
Grammosciadium daucoides är en flockblommig växtart som beskrevs av Dc. Grammosciadium daucoides ingår i släktet Grammosciadium och familjen flockblommiga växter. Inga underarter finns listade i Catalogue of Life.